# Advanced Maryland Automatic Network Disk Archiver
AMANDA (сокр. от англ. Advanced Maryland Automatic Network Disk Archiver) — ПО с открытым исходным кодом для архивирования информации, обладающее возможностью резервного копирования данных, постоянно хранящихся на множестве компьютеров в компьютерной сети.
Используется клиент-серверная модель, включающая следующие компоненты:
- сервер резервного копирования и клиент для него;
- сервер клиент;
- индексирующий сервер.

Необязательно, чтобы все три сервера были запущены на одном компьютере.
Amanda была разработана в Мэрилендском университете в Колледж-Парке под лицензией, похожей на лицензию BSD. Доступна как в бесплатной версии, разрабатываемой сообществом, так и в корпоративной версии с полной технической поддержкой. Amanda работает почти на любой UNIX‐подобной системе, включая Linux; а в Microsoft Windows и Windows NT может работать при помощи Samba или Cygwin.
Amanda поддерживает резервное копирование на магнитную ленту и жёсткие диски, а также на некоторые другие устройства хранения данных.